# Казеевское сельское поселение
Казеевское се́льское поселе́ние — упразднённое муниципальное образование в Инсарском районе Мордовии Российской Федерации.
Административный центр — село Казеевка.

## История
Статус и границы сельского поселения установлены Законом Республики Мордовия от 28 декабря 2004 года № 119-З «Об установлении границ муниципальных образований Инсарского муниципального района, Инсарского муниципального района и наделении их статусом сельского поселения, городского поселения и муниципального района».
Упразднено в 2020 году с включением его единственного населённого пункта в Кочетовское сельское поселение (сельсовет).

## Население
| 2002 | 2010 | 2012 | 2013 | 2014 | 2015 | 2016 |
| ---- | ---- | ---- | ---- | ---- | ---- | ---- |
| 368  | ↘302 | ↘292 | ↘285 | ↘279 | ↘271 | ↘264 |
| 2017 | 2018 | 2019 | 2020 |      |      |      |
| ↘248 | ↘243 | ↘236 | ↘227 |      |      |      |

## Состав сельского поселения
| № | Населённый пункт | Тип населённого пункта | Население |
| - | ---------------- | ---------------------- | --------- |
| 1 | Казеевка         | село                   | ↘227      |